# Neomedievalismo
Neomedievalismo é um termo com uma longa história que adquiriu sentidos técnicos específicos em dois ramos da erudição. Na teoria política sobre as relações internacionais modernas, onde o termo é originalmente associado ao autor Hedley Bull, a ordem política de um mundo globalizado é vista como análoga à ordem da Europa medieval, onde nem os Estados, nem a Igreja, nem outros poderes territoriais exerciam plena soberania, mas, ao contrário, participavam de soberanias complexas, sobrepostas e incompletas.

## Teoria política
Nessa leitura, a globalização resultou em um sistema internacional que se assemelha ao medieval, onde a autoridade política era exercida por uma gama de agentes não territoriais e sobrepostos, como entidades religiosas, principados, impérios e cidades-estado, em vez de um autoridade política única sob a forma de um Estado que tem total soberania sobre o seu território. Processos comparáveis que caracterizam o "novo medievalismo" de Bull incluem os crescentes poderes detidos por organizações regionais como a União Europeia, bem como a disseminação de governos subnacionais e descentralizados, como os da Escócia e da Catalunha . Estes desafiam a autoridade exclusiva do Estado. Companhias militares privadas, corporações multinacionais e o ressurgimento de movimentos religiosos mundiais (por exemplo, o Islã político) também indicam uma redução no papel do Estado e uma descentralização do poder e da autoridade.
Stephen J. Kobrin em 1998 acrescentou as forças da economia mundial digital à imagem do neomedievalismo. Em um artigo intitulado "Back to the Future: Neomedievalism and the Postmodern Digital World Economy" no Journal of International Affairs, ele argumentou que o estado soberano como o conhecemos – definido dentro de certas fronteiras territoriais – está prestes a mudar profundamente, se não desaparecer, devido em parte à economia do mundo digital criada pela Internet, sugerindo que o ciberespaço é um domínio transterritorial operando fora da jurisdição da lei nacional.
Anthony Clark Arend também argumentou em seu livro Legal Rules and International Society, de 1999, que o sistema internacional está se movendo em direção a um sistema "neo-medieval". Ele afirmou que as tendências que Bull observou em 1977 tornaram-se ainda mais pronunciadas no final do século XX. Arend argumenta que o surgimento de um sistema "neo-medieval" teria profundas implicações para a criação e operação do direito internacional.
Embora Bull originalmente visse o neomedievalismo como uma tendência positiva, ele tem seus críticos. Bruce Holsinger em Neomedievalism, Neoconservatism, and the War on Terror argumenta que os neoconservadores "exploraram a escorregadia conceitual do neomedievalismo para seus próprios fins táticos". Da mesma forma, "Neomedievalism, Civil War and the New Security Dilemma" (1998), de Philip G. Cerny, também vê o neomedievalismo como um desenvolvimento negativo e afirma que as forças da globalização minam cada vez mais os Estados-nação e as formas interestatais de governança "por meio de vínculos transversais entre diferentes setores econômicos e laços sociais", chamando a globalização de uma "desordem duradoura" que eventualmente leva ao surgimento de novos dilemas de segurança que tiveram analogias na Idade Média.

## Estudos medievais
Recentemente, o termo tem sido usado por vários escritores, como historiadores medievais, que o veem como a interseção entre a fantasia popular e ahistória medieval  como um termo que descreve o estudo pós-moderno da história medieval. 
Os críticos discutiram por que os temas medievais continuam a fascinar o público em um mundo moderno e altamente tecnológico. Uma possível explicação é a necessidade de uma narrativa histórica romantizada para esclarecer o confuso panorama dos acontecimentos políticos e culturais atuais. 

## Interseção do neomedievalismo na teoria política e nos estudos medievais
Um dos principais proponentes desse argumento foi Bruce Holsinger, que estudou o uso da linguagem orientalista e medievalista no discurso da "guerra ao terror" pós-11 de setembro, argumentando que os neoconservadores americanos haviam aproveitado o medievalismo para obter apoio popular para a política externa e ações militares que minaram a soberania do Estado e o estado de direito internacional. 
Trabalhando na esteira de Holsinger, outros argumentaram que produtos da cultura popular neomedievalista, como o videogame The Elder Scrolls V: Skyrim, representam e  ajudam a normalizar uma ordem política neomedievalista. 